# Landtagswahlkreis Düren I
Der Landtagswahlkreis 11 – Düren I ist ein Landtagswahlkreis in Nordrhein-Westfalen. Er umfasst mit Aldenhoven, Inden, Jülich, Langerwehe, Linnich, Merzenich, Niederzier, Nörvenich, Titz und Vettweiß zehn Städte und Gemeinden im Kreis Düren.

## 2022
Wahlberechtigt waren 103.367 Einwohner.
|                      | Partei               | Erststimmen | Erststimmen | Zweitstimmen | Zweitstimmen |
| Anzahl               | Partei               | %           | Anzahl      | %            |              |
| -------------------- | -------------------- | ----------- | ----------- | ------------ | ------------ |
| Wahlberechtigte      | Wahlberechtigte      | 103 367     | 100         | 103 367      | 100          |
| Wähler               | Wähler               | 60 487      | 58,5        | 60 487       | 58,5         |
| Ungültige Stimmen    | Ungültige Stimmen    | 792         | 1,3         | 604          | 1            |
| Gültige Stimmen      | Gültige Stimmen      | 59 695      | 100         | 59 883       | 100          |
| davon                |                      |             |             |              |              |
| Patricia Peill       | CDU                  | 26 911      | 45,1        | 25 287       | 42,2         |
| Ingrid Schütten      | SPD                  | 16 156      | 27,1        | 15 631       | 26,1         |
| Patrick Muckrasch    | FDP                  | 3 127       | 5,2         | 3 329        | 5,6          |
| Bernd Essler         | AfD                  | 3 955       | 6,6         | 3 916        | 6,5          |
| Oliver Ollech        | GRÜNE                | 7 287       | 12,2        | 7 238        | 12,1         |
| Mihaela Mörsch       | DIE LINKE            | 1 048       | 1,8         | 845          | 1,4          |
|                      | PIRATEN              | –           | –           | 201          | 0,3          |
|                      | Die PARTEI           | –           | –           | 387          | 0,6          |
|                      | FREIE WÄHLER         | –           | –           | 435          | 0,7          |
|                      | BIG                  | –           | –           | 18           | 0            |
|                      | ÖDP                  | –           | –           | 57           | 0,1          |
|                      | Volksabstimmung      | –           | –           | 64           | 0,1          |
|                      | MLPD                 | –           | –           | 7            | 0            |
|                      | DIE VIOLETTEN        | –           | –           | 26           | 0            |
|                      | Gesundheitsforschung | –           | –           | 82           | 0,1          |
|                      | ZENTRUM              | –           | –           | 25           | 0            |
|                      | DKP                  | –           | –           | 14           | 0            |
| Werner Hürttlen      | dieBasis             | 748         | 1,3         | 549          | 0,9          |
|                      | DSP                  | –           | –           | 33           | 0,1          |
|                      | Die Urbane.          | –           | –           | 19           | 0            |
|                      | LIEBE                | –           | –           | 83           | 0,1          |
|                      | FAMILIE              | –           | –           | 172          | 0,3          |
|                      | neo                  | –           | –           | 22           | 0            |
|                      | Die Humanisten       | –           | –           | 53           | 0,1          |
|                      | PdF                  | –           | –           | 36           | 0,1          |
|                      | LfK                  | –           | –           | 61           | 0,1          |
|                      | Tierschutzpartei     | –           | –           | 837          | 1,4          |
|                      | Team Todenhöfer      | –           | –           | 74           | 0,1          |
| Fynn Sören Sauerwein | Volt                 | 463         | 0,8         | 382          | 0,6          |

## Landtagswahl 2017
| Direktkandidat Landtagswahl 2012 | Partei   | Erststimmen in % | Zweitstimmen in % |
| -------------------------------- | -------- | ---------------- | ----------------- |
| Fred Schüller                    | SPD      | 35,3             | 33,3              |
| Patricia Peill                   | CDU      | 41,5             | 35,7              |
| Isabel Elsner                    | GRÜNE    | 4,3              | 4,5               |
| Klaus Breuer                     | FDP      | 7,2              | 11,3              |
| Sascha Zuther                    | PIRATEN  | 1,5              | 0,9               |
| Mihaela Mörsch                   | LINKE    | 3,6              | 3,5               |
| Ralf Dick                        | AfD      | 5,8              | 7,3               |
| Sonstige                         | Sonstige | 0,7              | 3,6               |

Wahlberechtigt waren 102.998 Einwohner. Der Wahlkreis wird durch die direkt gewählte Abgeordnete Patricia Peill (CDU) im Landtag vertreten, die der SPD nach fünf Jahren das Direktmandat wieder abnehmen konnte.

## Landtagswahl 2012
| Direktkandidat Landtagswahl 2012 | Partei  | Erststimmen in % | Zweitstimmen in % |
| -------------------------------- | ------- | ---------------- | ----------------- |
| Josef Wirtz                      | CDU     | 38,7             | 31,0              |
| Peter Münstermann                | SPD     | 39,9             | 38,0              |
| Jörg Benter                      | GRÜNE   | 6,6              | 8,4               |
| Siegfried Faust                  | LINKE   | 2,1              | 1,9               |
| Ingola Schmitz                   | FDP     | 3,6              | 7,1               |
| Peter Hackenbroich               | PIRATEN | 9,1              | 8,9               |
| Sonstige                         | -       | -                | 4,8               |

Wahlberechtigt waren 102.486 Einwohner.

## Landtagswahl 2010
| Direktkandidat Landtagswahl 2010 | Partei  | Erststimmen in % | Zweitstimmen in % |
| -------------------------------- | ------- | ---------------- | ----------------- |
| Josef Wirtz                      | CDU     | 44,0             | 39,6              |
| Peter Münstermann                | SPD     | 36,0             | 33,2              |
| Jörg Benter                      | GRÜNE   | 7,6              | 8,7               |
| Frank Thomas Olschewski          | LINKE   | 4,8              | 5,1               |
| Jörn Langefeld                   | FDP     | 4,7              | 6,7               |
| Ingo Haller                      | NPD     | 1,7              | 1,4               |
| Angelika Raue                    | pro NRW | 0,8              | 1,0               |
| Kai-Uwe Ducke                    | BüSo    | 0,4              | 0,2               |
| Sonstige                         | -       | -                | 4,0               |

Wahlberechtigt waren 102.406 Einwohner.

## Landtagswahl 2005
| Direktkandidat    | Partei | Stimmen in % |
| ----------------- | ------ | ------------ |
| Josef Wirtz       | CDU    | 50,0         |
| Hans Günter Hafke | SPD    | 34,2         |
| Egbert Braks      | FDP    | 5,4          |
| Ruth Seidl        | GRÜNE  | 4,7          |
| Winfried Gößling  | WASG   | 2,7          |
| Rene Laube        | NPD    | 1,4          |
| Beate Küpper      | PDS    | 0,9          |
| Johannes Goertz   | REP    | 0,6          |

Wahlberechtigt waren 101.785 Einwohner.